# Петрикавски рејон
Петрикавски рејон (блр. Петрыкаўскі раён; рус. Петриковский район) административна је јединица другог нивоа у западном делу Гомељске области у Републици Белорусији.
Административни центар рејона је град Петрикав.
Јужни делови рејона налазе се у границама националног парка Припјатски.

## Географија
Петрикавски рејон обухвата територију површине 2.835,18 km² и на 3. је месту по површини у Гомељској области. Граничи се са Житкавичким, Лељчицким, Октобарским, Калинкавичким и Мазирским рејонима Гомељске области, те са Љубањским рејоном Минске области на северозападу.
Рејон је смештен у западном делу Гомељске области, у географској регији Припјатског Полесја, у зони просечних надморских висина између 120 и 140 метара. Протеже се од севера ка југу дужином од 62 km, односно од запада ка истоку у дужини од 65 km.
Рељеф је низијски и карактеришу га бројне мочваре и доста густа речна мрежа. Најважнији водоток је река Припјат са својим притокама Бобриком, Птичем, Тремљом и Убортом.
Под шумама је око 56% површине рејона.

## Историја
Рејон је основан 17. јула 1924, а у садашњим границама је од 1962. године.

## Демографија
Према резултатима пописа из 2009. на том подручју стално је било насељено 33.960 становника или у просеку 12 ст/км².
Основу популације чине Белоруси (94,29%), Руси (3,55%), Украјинци (1,26%) и остали (0,9%).
Административно рејон је подељен на подручје града Петрикава, који је уједно и административни центар рејона, на варошицу Капаткевичи и на још 15 сеоских општина. На целој територији рејона постоји укупно 126 насељених места.